# Ringarnas Herre: Slaget om Midgård II
Ringarnas Herre: Slaget om Midgård II (på engelska: The Lord of the Rings: The Battle for Middle-earth II) är ett realtidsstrategispel som är utvecklat och utgivet av Electronic Arts. Det är baserat på fantasyromanen Sagan om ringen av  J.R.R. Tolkien och dess filmatisering av Peter Jackson. Spelet är en uppföljare till Electronic Arts spel Slaget om Midgård – Härskarringen från 2004. Windows-versionen av Slaget om Midgård II släpptes den 2 mars 2006 och Xbox 360-versionen släpptes den 5 juli samma år. Parallellt med standardutgåvan gavs det även ut en samlarutgåva av spelet, vilken innehöll bonusmaterial och en dokumentär om spelets utveckling. Spelets onlineservrar togs ur drift för Windows-versionen 2010 och för Xbox 360-versionen 2011.
Handlingen i Slaget om Midgård II är uppdelad i två spelvärldar, den Goda och den Onda. Den Goda spelvärlden fokuserar på Glorfindel, en alv som varnas om en kommande attack mot fristaden Vattnadal. Med hjälp från dvärgarna och andra styrkor på den Goda sidan försöker alverna att eliminera Sauron och dennes armé för att återställa fred i Midgård. I den Onda spelvärlden sänder Sauron ut sitt språkrör och sina Nazgûler för att samla ihop vilda vättar. Med armén samlad kan Sauron fortsätta sin plan att krossa de återstående Goda styrkorna i norr.
Mottagandet av Slaget om Midgård II var i första hand positivt. I recensionerna lyftes det särskilt fram hur spelet lyckats med att integrera Tolkiens universum i ett realtidsstrategispel. Negativ kritik riktades dock mot att spelet var obalanserat i flerspelarläget. Slaget om Midgård II fick ett flertal utmärkelser, däribland IGN:s Editors' Choice Award. I slutet av mars 2006 nådde spelet fjärde plats på månadens bäst säljande PC-spel. Ett expansionspaket för Slaget om Midgård II gavs ut den 28 november 2006, kallat Ringarnas Herre: Slaget om Midgård II – Häxkungens Tid. Den versionen hade en ny styrka kallad Angmar, nya enheter och flera förbättringar i spelupplägget.

## Spelupplägg
| Beroende på om spelaren spelar som God eller Ond kan Härskarringen användas för att kalla in en av de två ringhjältarna, Galadriel (vänster) och Sauron (höger). |  | Beroende på om spelaren spelar som God eller Ond kan Härskarringen användas för att kalla in en av de två ringhjältarna, Galadriel (vänster) och Sauron (höger). |
| Beroende på om spelaren spelar som God eller Ond kan Härskarringen användas för att kalla in en av de två ringhjältarna, Galadriel (vänster) och Sauron (höger). |  | |

Ringarnas Herre: Slaget om Midgård II är ett realtidsstrategispel som likt det föregående spelet Slaget om Midgård – Härskarringen går ut på att spelaren bygger en bas med byggnader för att producera enheter, samla resurser, forska fram uppgraderingar samt uppföra försvarsanläggningar. Enheterna används för att attackera fienden och för att försvara den egna basen. Seger nås genom att eliminera fiendens styrkor och riva fiendebasen. Till skillnad från föregångaren kan spelaren bygga ett obegränsat antal byggnader, vilket ger större möjligheter vid basbyggandet och vid produktionen av enheter. Spelaren kan även bygga fästningar och försvarsanläggningar för att försvara sin bas. Bland dessa återfinns olika typer av torn runt fästningarna från vilka katapulter eller bågskyttar kan attackera fienden samt att spelaren kan resa murar i den riktning och längd som är önskvärd.
Enheterna är uppdelade i ett flertal olika kategorier: infanteri, bågskyttar, pikenerare, kavalleri och belägringsvapen. Varje kategori av enheter har styrkor och svagheter som är unika för dem. Detta skapar ett behov av att sätta samman en styrka bestående av flera av de olika enheterna för att kunna nå fördelar och öka deras effektivitet i strid. Hjälteenheterna är unika på det sätt att endast en av varje kan skapas. De enheterna bygger antingen på rollfigurerna från Sagan om ringen såsom  Aragorn, Legolas, Gimli, Saruman, Nazgûl och Honmonstret eller skapas via spelläget Hero Creator. Om spelaren dödar Gollum, en non-player character, belönas denne med Härskarringen. Beroende på om spelaren spelar som God eller Ond kan Härskarringen användas för att kalla in en av de två ringhjältarna, Galadriel och Sauron. Ringhjältarna har en mycket stark rustning vilket gör dem till några av spelets kraftfullaste enheter.
Spelläget War of the Ring kombinerar turordningsbaserade strategispel med realtidsstrategi. Midgård är uppdelat i territorier och spelarna kan bygga upp byggnader som producerar trupper endast i områden de kontrollerar. Under varje runda kan spelaren antingen förflytta sina arméer till neutrala områden eller till fiendens territorium för att erövra kontrollen över dem. De neutrala områdena tas över genom att trupperna marscherar in i dem medan fiendeterritorierna måste erövras genom att besegra fienden i ett slag. Trupperna kan därefter placeras ut i det erövrade territoriet för att skydda dem från fiendens attacker. När spelaren väljer att attackera ett annat territorium, eller om deras eget territorium anfalls, går det att välja att låta datorn simulera striden och avgöra utgången eller själv ta över kontrollen och styra styrkorna i realtid. Segraren i striden vinner territoriet och alla de enheter som överlever får erfarenhetspoäng. För att vinna spelet måste spelaren antingen ta kontrollen över fiendens huvudområde eller ta över ett visst antal territorier i Midgård.
I Slaget om Midgård II introducerades tre nya styrkor med unika enheter och hjältar: vättar, dvärgar och alver. Rohan och Gondor har slagits samman till en stryka kallad "västerns människor". Tillsammans med Mordor och Isengård från det första spelet består spelet av sex spelbara styrkor. Med sitt infanteri, bågskyttar, riddare från Gondor samt Rohirrim från Rohan som agerar som elitkavalleri, är västerns människors trupper starka både gällande försvar och anfall. Alvernas bågskyttar är mycket effektiva på avstånd och deras understödsenheter, enterna, bidrar effektivt både vid närstrid och belägring. Även om de är långsamma och dyra är dvärgarnas infanteri, pikenare och yxkastare mycket kraftfulla och väl bepansrade med tåliga rustningar. Vättestyrkan består av en samling vilda varelser och bestar vilket bland annat inkluderar vättar, halvtroll, troll, bergsjättar, spindlar och drakar vilka i är effektiva i stora antal. Isengårds trupper består av vältränade Uruk-hai under Sarumans befäl. Bärsärkarna används av Isengård som enmansarméer då de rör sig extremt snabbt och är mycket kraftfulla vid anfall. Isengård är därtill den enda av de på den onda sidan som kan bygga murar. Mordors styrkor är en blandning av orcher, onda människor, troll och Saurons löjtnanter. Likt vättarna är Mordors orcher väl bepansrade och är lämpliga för att skydda enheter som är mindre bepansrade men som är bättre vid anfall. Trollen är kärnan i Mordors styrkor eftersom de är mycket kraftfulla vid närstrid och har möjligheten att kasta stenblock samt använda träd som vapen.

## Handling

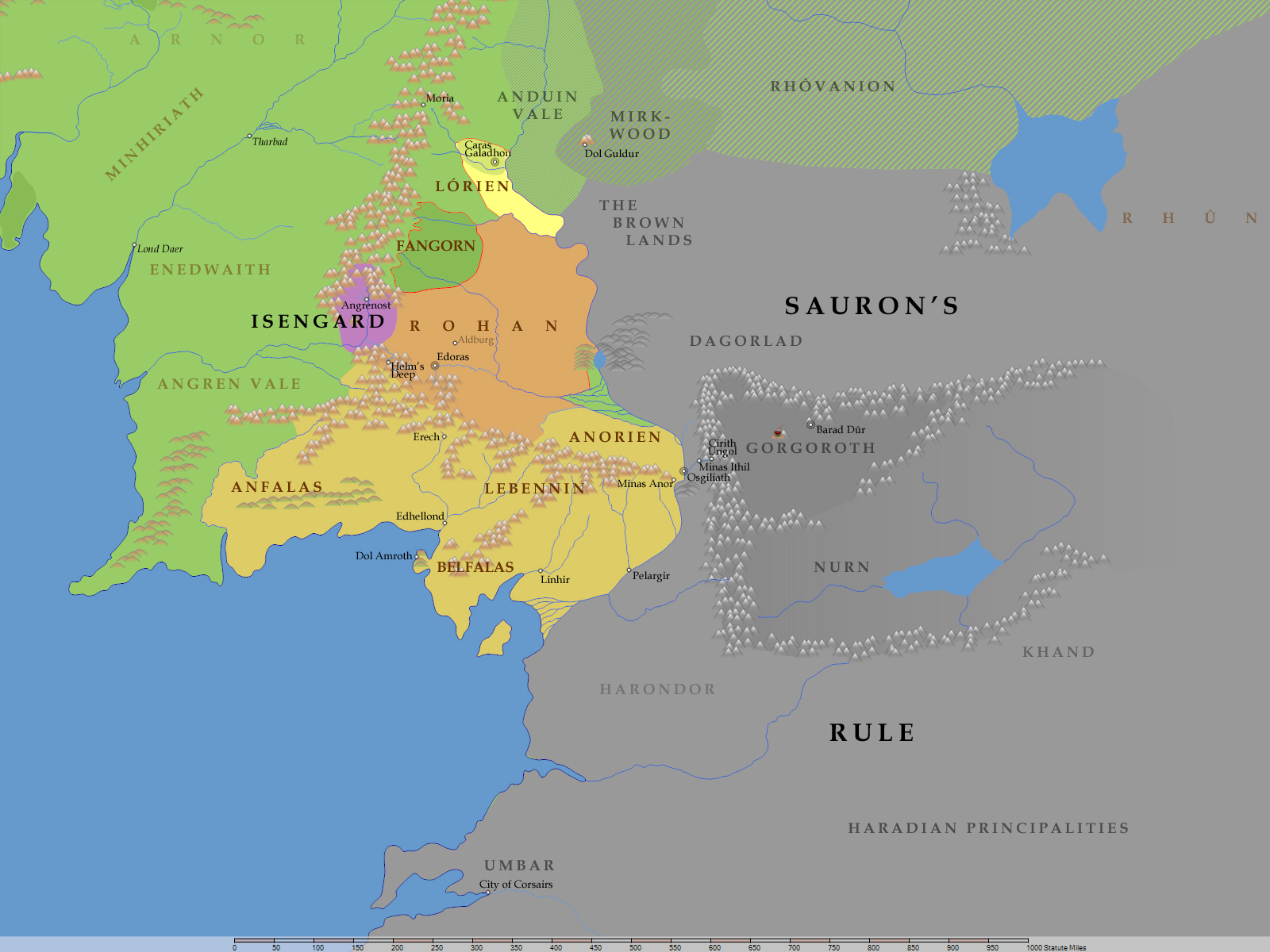
Spelets handling äger rum på den fiktiva kontinenten Midgård.

Handlingen utspelar sig i Midgårds norra regioner och fokuserar på de krig som utspelade sig där. Av hänsyn till spelsättet har ett flertal friheter tagits gentemot Tolkiens arbete och filmatiseringen av böckerna. Vissa rollfigurers utseende, förmågor och roller har förändrats. Exempelvis fick Tom Bombadill, som i Sagan om ringen är en munter eremit, en stridande roll i spelet. Därtill lånar spelet flera inslag från Tolkiens tidigare bok Bilbo – En hobbits äventyr, inkluderat jättespindlar från Mörkmården.
Handlingen är uppdelad i två spelvärldar, den Goda och den Onda. Båda spelvärldarna fokuserar på de strider som sker mellan de nyligen introducerade styrkorna alver, dvärgar och vättar. Spelaren har möjlighet att spela igenom 16 uppdrag (åtta uppdrag per spelvärld) på antingen enkel, medium eller svår svårighetsgrad. Genom kortare filmsekvenser mellan uppdragen utvecklas intrigen.
De Godas spelvärld tar sitt avstamp efter det att ringens brödraskap påbörjat sin resa till Domedagsberget för att förstöra Härskarringen. Alvhjälten Glorfindel upptäcker att en attack gentemot alvernas fristad Vattnadal är nära förestående. Tack vare den tidiga varningen lyckas Elrond och hans styrkor i Vattnadal slå tillbaka vättarnas attack och rädda Vattnadal. Efter slaget inser Elrond att alverna och dvärgarna måste förena sina styrkor för att kunna besegra Sauron och hans allierade och stoppa deras framfart i de norra länderna. Glorfindel och dvärgen Gloin beger sig för att döda alla vättar i Höga passet så att de kan ta sig från väst till öst. Nästa slag äger rum i vättarnas huvudstad på Jotunhederna där vättarnas styrkor besegras och deras kung dödas. Efter segern får hjältarna information om att vättarna, på Saurons order, har värvat en drakfurste som ödelägger dvärgarnas städer i Blå bergen. Hjältarna färdas då mot bergen för att hjälpa dvärgarna att besegra draken och vättarna. De Grå hamnarna, alvhamnen på Lindons västra stränder, attackeras av kapare från Umbar som allierat sig med Sauron. Dvärgarna, som tidigare har varit emot en allians med alverna, beslutar sig slutligen för att ge sitt stöd vid Lindon. Med vättarna besegrade och hela Eriador i fred testas dvärgarnas och alvernas allians åter av Saurons styrkor i öst. Dol Guldurs överväldigande styrkor belägrar sjöstaden Esgaroth och dvärgstaden Erebor. Dvärgkungen Dáin II leder en mindre styrka av dvärgar och män för att försvara Esgaroth, men de tvingas retirera till Erebor för att sätta sig till motvärn. Alvstyrkor från Mörkmården ledda av alvkungen Thranduil kommer dock till undsättning och räddar dvärgarna. Hjältarna i dvärgarnas och alvernas allians förenar sig inför det slutgiltiga slaget vid Dol Guldur, Saurons gamla fäste i Mörkmården. De Goda styrkorna besegrar försvararna och Galadriel river ner dess murar och eliminerar därigenom det sista hotet i norr.
De Ondas spelvärld följer en alternativ version av kriget i norr. Sauron sänder ut sitt språkrör och sina Nazgûler för att samla ihop vilda vättar. Hans löjtnanter leder armén i en attack mot alvernas skogar i Lothlórien, Galadriels och Celeborns hem. Trots hårdnackat motstånd slås försvararna ned, Celeborn och alvhjälten Haldir dödas, Galdriel flyr till Vattnadal och skogen bränns. En annan grupp av vättar, ledd av vättarnas kung Gorgil, attackerar de Grå hamnarna både från havet och från land. Alvernas hamn förstörs och erövringen av Eriador påbörjas. Hoberna i Fylke blir det nästa målet. Vättarna lyckas besegra de Goda styrkorna som försvarar Fylke, men Grima Ormstunga, en av Sarumans hantlangare, dyker upp med en stor armé Uruk-hai från Isengård och kräver Fylke åt sin mästare. Vättarna besegrar dock den vältränade armén och dödar Ormstunga.
Vättarna fortsätter att marschera västerut och belägrar Fornost, de befästa ruinerna av Arnors gamla huvudstad. Försvararna besegras och Eriador faller under vättarnas kontroll. Sauron påbörjar samtidigt en attack mot öster och de Dimmiga bergen. Vättarna från Dol Guldur eliminerar alverna och enterna som vaktar den gamla skogsvägen i Mörkmården. De färdas därefter till Ödeheden för att rekrytera den stora Drakfursten och hans drakar som bundsförvant till Sauron inför dennes krig i norr. I ett av de största slagen i norr belägrade Saurons armé staden Dal och Erebor. Dvärgarnas och Dals styrkor besegras, dvärgkungen Dáin dödas och Dal och Erebor plundras och bränns. Vid det slutgiltiga slaget mot de Goda i norr sammanstrålar vättarnas och Saurons styrkor och hans allierade från hans riken i Vattnadal, den sista utposten för Saurons motståndsmän i Midgård. Vattnadals styrkor består av Elrond, Arwen och dess försvarare, Galadriel och dennes överlevande folk samt överlevande från Mörkmården, Fylke och Fornost. Även Örnarna, ringens brödraskap och de dödas armé anländer för att ge dem stöd, men Sauron (som återtagit Härskarringen från den döde Frodo Baggins) och hans styrkor krossar fullständigt de återstående Goda styrkorna i norr.

## Utveckling

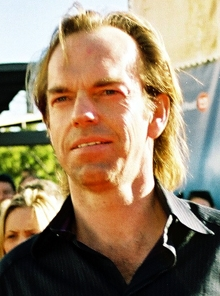
Hugo Weaving, som spelade rollen som Elrond i filmtrilogin om Härskarringen, gjorde åter denna roll i Slaget om Midgård II samt att han agerade berättarröst i spelet.

Tolkien Enterprises gav den 22 juli 2005 rättigheterna att utveckla datorspel baserade på Sagan om ringen till Electronic Arts, utgivaren till Slaget om Midgård II. Detta avtal var ett komplement till ett annat avtal från 2001 som ingåtts mellan de två företagen. Det tidigare avtalet gav Electronic Arts rättigheterna att skapa datorspel baserade på Peter Jacksons filmatisering av Sagan om ringen. Det nya avtalet gav Electronic Arts chansen att skapa ett datorspel med originalhistorier tätt sammanknutna med Sagan om ringen-universumet. Vid samma tillkännagivande avslöjade Electronic Arts att ytterligare två spel skulle utvecklas under den licensen av dotterbolaget EA Los Angeles: Slaget om Midgård II för Windows och The Lord of the Rings: Tactics för PlayStation Portable.
Electronic Arts meddelade den 10 november 2005 att Hugo Weaving, som spelade Elrond i filmtrilogin om Härskarringen, åter skulle göra rollen som Elrond samt vara huvudansvarig för berättarrösten i spelet. Den 13 januari 2006 rapporterades att en version av spelet för Xbox 360 var under utveckling, där spelarna genom Xbox Live gavs möjligheten att möta varandra online.
Till Slaget om Midgård II uppgraderades vatteneffekterna eftersom sjöslag fick en ökad roll i spelet. Utvecklarna strävade efter att göra haven och sjöarna så realistiska som möjligt genom att använda sig av den teknik som används vid filminspelning för att skapa datoranimerat vatten som återspeglar omgivningen på ytan och med vågor som slår in mot kusten. Förlorade städer under vattnet, koraller och fiskar lades till för att öka spelkänslan. Vatten var den första grafiska komponenten i spelet som utnyttjade DirectX 9:s programmerbara skuggningseffekt.
Richard Taylor blev, i sin roll som filmisk regissör, ansvarig för designen av öppnings- och avslutningsscenerna samt för introduktionerna och avslutningarna för spelvärldarna och uppdragen. Då detta var det första av Electronic Arts datorspel som fritt fått tillgång till material från Sagan om ringen-universumet fick ett flertal länder, rollfigurer och varelser från böckerna för första gången ett visuellt framträdande i kortare filmsekvenser i spelet. Taylor ansåg det vara väsentligt att använda sig av högklassiskt grafiskt material och ljudmaterial för att kunna berätta historien och han var nöjd över att Weaving deltog i projektet som den huvudsakliga historieberättaren.

## Lansering och mottagande
| Mottagande      | Mottagande                                                           |
| Samlingsbetyg   | Samlingsbetyg                                                        |
| Tjänst          | Betyg                                                                |
| --------------- | -------------------------------------------------------------------- |
| Gamerankings    | 83,44% (41 recensioner) (Windows) 79,89% (59 recensioner) (Xbox 360) |
| Metacritic      | 84/100 (36 recensioner) (Windows) 79/100 (50 recensioner) (Xbox 360) |
| Moby Games      | 82/100 (Windows) 76/100 (Xbox 360)                                   |
| Recensionsbetyg |                                                                      |
| Publikation     | Betyg                                                                |
| 1UP.com         | A−                                                                   |
| Actiontrip      | [ 26 ]                                                               |
| Eurogamer       | [ 27 ]                                                               |
| Game Informer   | 85/100                                                               |
| Gamepro         | [ 14 ]                                                               |
| Game Revolution | B                                                                    |
| Gamespot        | 8,3/10                                                               |
| Gamespy         | [ 9 ]                                                                |
| Gamesradar      | [ 7 ]                                                                |
| Gamezone        | 8,7/10 (PC) (Xbox 360)                                               |
| IGN             | [ 3 ]                                                                |
| PC Gamer UK     | 80/100                                                               |
| PC Gamer US     | 90/100                                                               |
| PC Zone         | 7,1/10                                                               |

Slaget om Midgård II lanserades av EA Games den 2 mars 2006 för Windows, och den 5 juli 2006 för Xbox 360. Electronic Arts gav även ut en samlarutgåva som inkluderade en bonus-DVD med media i högupplösning, däribland originalmusiken för spelet, filmsekvenser och trailers från spelet, dokumentären The Making of The Battle for Middle-earth II samt The Art of the Game: ett galleri med hundratals filmbilder från spelet samt de idébilder som skapats inför spelet.
Spelet gavs i allmänhet positiva omdömen. Windows-versionen fick en sammanräknad poäng på 84 av 100 av Metacritic, 83,44 av 100 av GameRankings och 82 av 100 av Moby Games och Xbox 360-versionen fick 79 av 100 av Metacritic, 79,89 av 100 av GameRankings och 76 av 100 av Moby Games. De positiva kommentarerna rörde främst den lyckade integrationen av Sagan om ringen-universumet med ett realtidsstrategispel. Kritiken riktades mot spelets obalans vid spel i flerspelarläget. Slaget om Midgård II gavs priset Editor's Choice Award från IGN. Vid slutet av dess debutmånad, mars 2006, nådde spelet fjärde plats av de bästsäljande PC-spelen, medan samlingsutgåvan nådde åttonde plats. Den andra månaden efter lanseringen var spelet på plats 12 av de bästsäljande PC-spelen, trots att spelförsäljningen i helhet hade minskat 10 procent den månaden.
Efter att ha spelat Slaget om Midgård II ansåg PC Gamer att det var få fel i spelet och bedömde det överlag som ett välbalanserat spel. Vid jämförelse med dess föregångare ansåg GamePro att spelet hade blivit förbättrat på ett flertal grundläggande sätt. GameSpot ansåg att spelet erbjöd ett bättre spelupplägg samt ett mycket bredare spelrum som täckte in mer av Midgård.
Flera spelkritiker berömde spelets realtidsstrategielement och dess grafik. IGN ansåg att den höga kvaliteten på Slaget om Midgård II var ett bevis på att Electronic Arts verkligen var intresserade av att skapa bra realtidsstrategispel. Trots ett antal mindre problem var GameZone nöjd med spelets spelupplägg och sade sig tro att spelet lyckades bra med att låta spelaren uppleva tumultet i fantasivärlden. De beundrade även spelets omarbetning till Xbox 360-versionen och ansåg att omarbetningen var en av de bästa som någonsin gjorts och prisade utvecklarna för hur de lyckats förse alla åtta knappar på handkontrollen för Xbox 360 med funktioner.
Att spela i Sagan om ringen-universumet tilltalade ett flertal recensenter och de ansåg att det ökade underhållningsvärdet för spelet. PC Gamer var en av dessa och ansåg att Sagan om ringen-universumet var det bästa fantasyuniversumet någonsin. 1UP.com var övertygad om att Sagan om ringen-fans inte hade råd att missa Slaget om Midgård II. Game Revolution berömde hur spelet hade lyckats bygga in universumet i spelet och ansåg att mytologin och spelets frenetiska slag gick väl tillsammans. Windows-versionen uppskattades av Game Informer som förutspådde att spelet skulle komma att bli ytterligare en framgång för Electronic Arts.
Vissa recensenter var dock mer kritiska till Slaget om Midgård II. Den brittiska datorspelstidskriften PC Gamer UK var missnöjd med spelet eftersom de ansåg att Electronic Arts trampade i gamla spår snarare än att förnya sig. PC Zone delade den åsikten och ansåg att även om spelet såg imponerande ut var det inte nytänkande utan följde bara andra spel i genren. De ansåg att spelet inte nådde upp till deras förväntningar bland annat eftersom uppdragen i Slaget om Midgård II var för enkla, spelet saknade föregångarens charm och produktionen istället kändes genomstressad. Spelets flerspelarläget gjorde GameSpy besviken då de fann den för obalanserad gentemot hjältarna, vilka de ansåg var för kraftfulla. Eurogamer ansåg att spelets artificiella intelligens inte riktigt höll måttet och tyckte också att det i stort sett följde andra spel i genren.
Den 27 juli 2006 tillkännagav Electronic Arts att deras studio i Los Angeles skulle komma att ge ut ett expansionspaket till spelet kallat Ringarnas Herre: Slaget om Midgård II – Häxkungens Tid. I expansionspaketet, som producerades av Amir Rahimi, får spelaren ta del av och kriga i händelser som skedde före händelserna i Sagan om ringen. Häxkungens Tid tillför en ny spelvärld i enspelarläget, nya enheter och en ny styrka. I spelet följs Häxmästaren av Angmars uppstigning till makten och hans herravälde över Angmar och invasionen av Arnor, Aragorns fädernesland. Spelet skickades till fabrikanterna den 15 november 2006 och släpptes den 28 november samma år.
Den 31 december 2010 stängdes onlineservrarna ned för Windows-versionen av Slaget om Midgård II och den 11 januari 2011 stängdes även onlineservrarna ned för Xbox 360-versionen av spelet. En anledning till detta beslut var att överenskommelsen om licensen för Sagan om ringen, som ägdes av New Line Cinema, hade upphört och att detta ledde till att onlineservrarna var tvungna att stängas ned.

## Musik
Spelets soundtrack komponerades av Jamie Christopherson och lanserades den 28 augusti 2006 av EA Recordings (även kallat E.A.R.S.). Christopherson har sagt att han arbetade utifrån Howard Shores soundtrack för filmtrilogin om Härskarringen och att han gav varje styrka ett distinkt sound som skulle påminna om Shores musikaliska tolkningar av de olika raserna i Sagan om Ringen. Christopherson skrev även några låtar på alviska för Slaget om Midgård II. Dan Adams på IGN kommenterade att soundtracket var underbart och något spelarens öron aldrig skulle komma att tröttna att lyssna på. Under GANG Awards 2007 nominerades soundtracket i kategorin Music of the Year och låten "Elven Morning Light" nominerades i kategorin Best Original Vocal Song – Choral.
| 1.           | Joining Forces       | 1:02  |
| 2.           | The Dwarves Explore  | 2:36  |
| 3.           | Craftsmen Dwarves    | 1:34  |
| 4.           | Darkness Falls       | 1:02  |
| 5.           | Destroy the Heroes   | 1:04  |
| 6.           | Elven Nightfall      | 2:37  |
| 7.           | Pushing Back         | 1:05  |
| 8.           | Forces of Evil       | 3:02  |
| 9.           | Goblin Swarm         | 2:29  |
| 10.          | Goblin Tunnels       | 1:34  |
| 11.          | Dwarven Mining Town  | 1:35  |
| 12.          | Men of the West      | 3:02  |
| 13.          | Nasty Goblins        | 1:32  |
| 14.          | Pride of the Dwarves | 2:27  |
| 15.          | Spider Riders        | 2:35  |
| 16.          | Elven Morning Light  | 2:34  |
| Total längd: | Total längd:         | 31:50 |